# Cartílago aritenoides
Los cartílagos aritenoides son dos pequeños cartílagos de la laringe ubicados posteriormente a esta. Están articulados sobre el cartílago cricoides y bajo el cartílago corniculado. Presenta forma piramidal, base triangular y vértice truncado. Son de naturaleza hialina y de 15 mm de alto aproximadamente.

## Función
Su función principal está relacionada con la fonación, debido a que los músculos crico-aritenoideo posterior y crico-aritenoideo lateral (anterior) actúan sobre el proceso muscular rotando lateral y medialmente el cartílago aritenoide aduciendo y abduciendo los ligamentos vocales (cuerdas vocales) que vibran con el aire exhalado y en conjunto con los elementos de la boca (labios, paladar, lengua, etc.) producen finalmente la voz.

### Estructura
- Proceso (apófisis) vocal: Proceso (apófisis) ubicado hacia medial del cartílago aritenoides y en él se inserta el ligamento vocal tiro-aritenoideo.

- Proceso (apófisis) muscular: Proceso (apófisis) ubicado hacia lateral del cartílago aritenoides y en él se insertan el músculo crico-aritenoideo posterior y el músculo crico-aritenoideo lateral.

### Músculos
- Músculo crico-aritenoideo posterior: Músculo originado en el cartílago cricoides (placa posterior) que se inserta en el proceso vocal del cartílago aritenoide. Su función es la abducción (dilatación) de los ligamentos vocales (cuerdas vocales).

- Músculo crico-aritenoideo lateral (anterior):  Músculo originado en el cartílago cricoides (arco anterior) que se inserta en el proceso vocal del cartílago aritenoide. Su función es la aducción (estrechamiento) de los ligamentos vocales (cuerdas vocales).

### Articulaciones
- Articulación crico-aritenoidea: Articulación de tipo sinovial trocoide entre el cartílago cricoides y el cartílago aritenoide.

- Articulación ariteno-corniculada: Articulación de tipo cartilaginosa entre el cartílago aritenoide y el cartílago corniculado.

- Datos: Q1545154
- Multimedia: Arytenoid cartilages / Q1545154